# 세타가야다이타역
세타가야다이타역(일본어: 世田谷代田駅)은 일본 도쿄도 세타가야구에 있는 철도역이다.

## 타는 곳
| 번선 | 노선              | 방향 | 방면                           |
| ---- | ----------------- | ---- | ------------------------------ |
| 1    | 오다큐 오다와라선 | 하행 | 오다와라 · 가타세에노시마 방면 |
| 2    | 오다큐 오다와라선 | 상행 | 신주쿠 · 지요다선 방면         |

## 역세권 정보
다이타 지구는 시모키타자와 주변에서 이어지는 저층 주택지에서 대규모 상업 시설이나 공공 시설이 존재하지 않는다. 시모키타자와나 신주쿠와 가까운 것도 있고 최근에는 주택지로서의 인기가 높아지면서 주택 판매 가격과 집세가 상승하고 있다.
- 세타가야구립 다이타 초등학교
- 하치만 신사
- 도쿄 도도 제318호선

## 역사
- 1927년 4월 1일: 세타가야나카하라역으로 영업 개시.
- 1945년 7월 1일: 공습으로 인하여 재해 지역 영업 정지. 오다큐의 역으로는 유일하게 공습으로 소실됨.
- 1946년
  - 6월 15일: 영업 재개.
  - 8월 20일: 세타가야다이타역으로 개명.

당역과 게이오 이노카시라선 신다이타역 사이에는 전쟁 중의 전후까지 이노카시라선 차량을 공급 받기 위한 연결선로가 부설되어 있었다. 지상역이었을 무렵 상행 플랫폼의 뒷면에는 연결선의 유적들이 남아 있었지만 복복선 공사에 따라 철거되었다.
- 2006년 3월 26일: 복복선화 공사로 인하여 다리 위에 임시 역사를 건설함.
- 2013년 3월 23일: 지하 급행선 위에 임시 승강장을 설치하고 역이 지하화됨. 개찰구를 지하 2층으로 이전함.
- 2015년 8월 29일: 지상 역사의 남쪽 부분이 완성되면서 지하 2층에 있던 개찰구를 지상으로 이설함.

## 사진

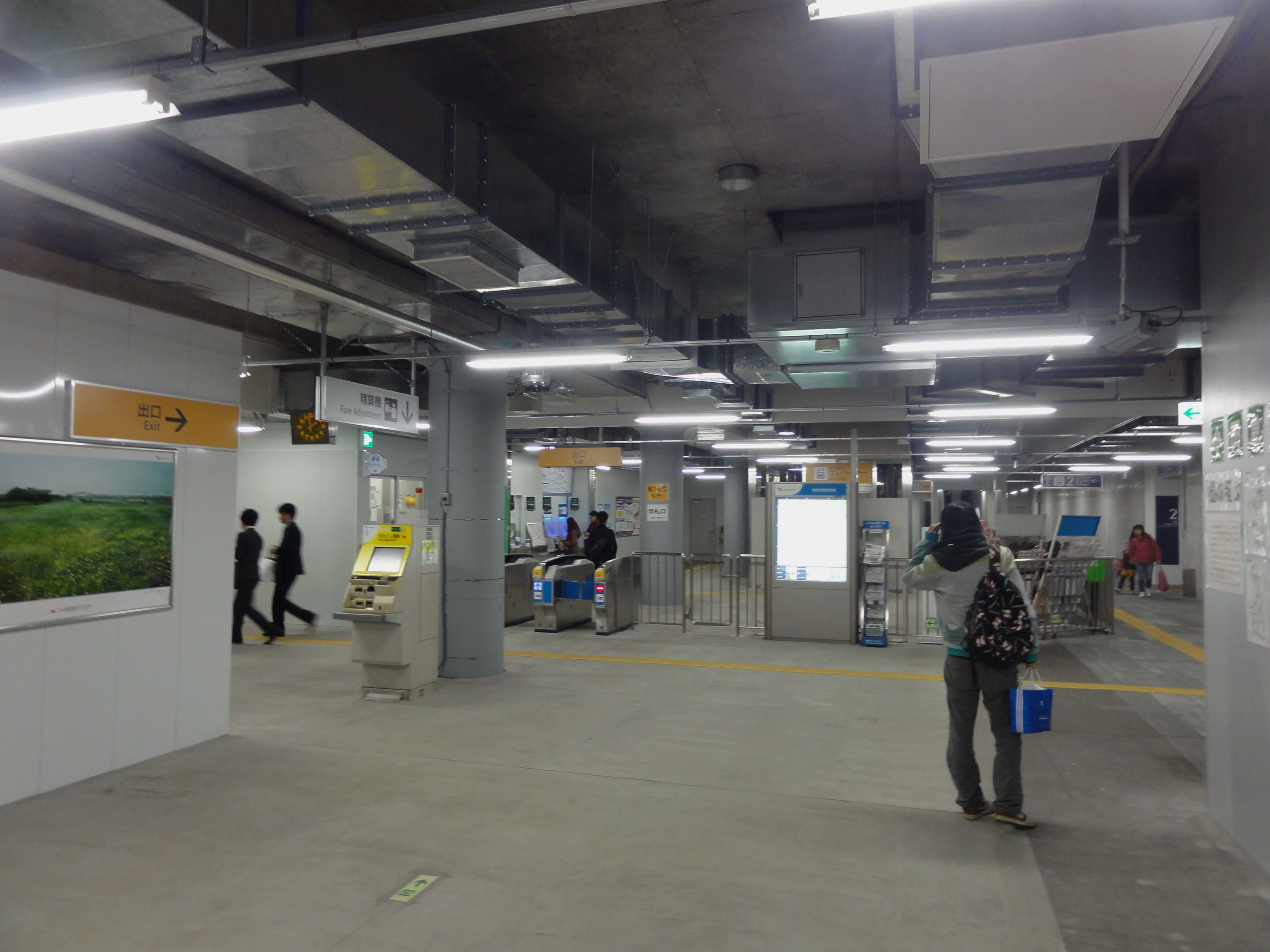
지하 2층 개찰구 (2013년 4월 20일)
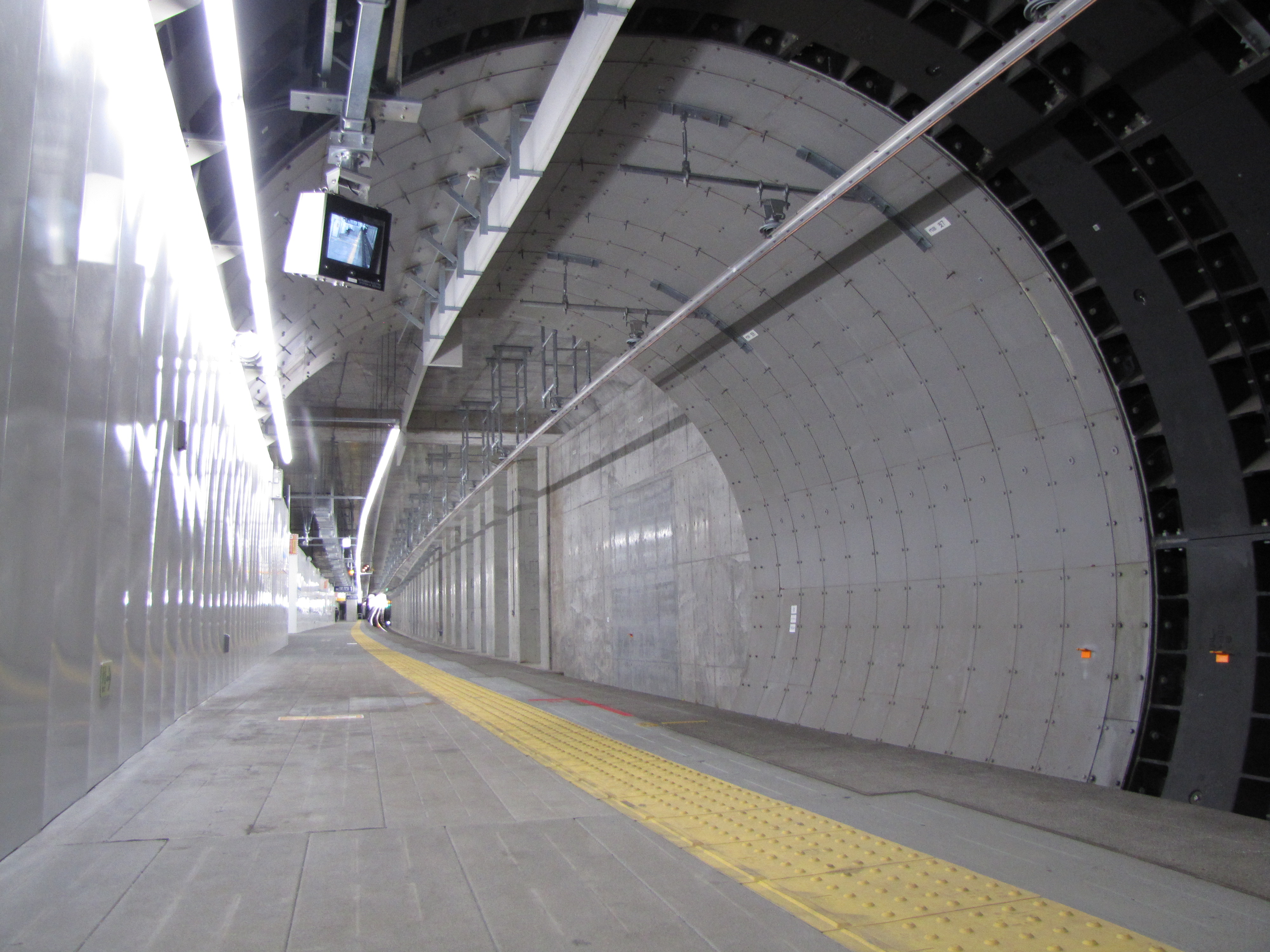
하행선 승강장의 신주쿠 방향의 굴착에 사용된 실드 머신의 외각이 터널 구조물의 일부이다.

## 인접역
| 오다큐 오다와라선              | 오다큐 오다와라선                              | 오다큐 오다와라선                               |
| ------------------------------ | ---------------------------------------------- | ----------------------------------------------- |
| (무정차통과)                   | ■ 쾌속급행 □ 통급급행 ■ 급행 □ 통근준급 ■ 준급 | (무정차통과)                                    |
| OH 07 시모키타자와 신주쿠 방면 | ■ 각역정차                                     | 우메가오카 OH 09 오다와라 · 가타세에노시마 방면 |